# کمررود
کمررود، روستایی است از توابع بخش بلده شهرستان نور در استان مازندران ایران.
این روستا در جنوب باختری بلده و از بزرگ‌ترین روستاهای پیرامونی آن است.

## جمعیت
این روستا در دهستان شیخ فضل‌الله نوری قرار دارد و براساس سرشماری مرکز آمار ایران در سال ۱۳۸۵، جمعیت آن ۵۳ نفر (۲۰خانوار) بوده‌است. مردم کمررود به زبان مازندرانی صحبت میکنند.